# 玛丽苏
瑪麗蘇（英語：Mary Sue）是一种角色類型，往往是一个原本平凡而低微的角色突然变得无所不能、過度理想化，被文学批评认为是作者写作水準低下的表现。

## 概述
瑪麗蘇一詞出自1973年出版的二次創作小說《A Trekkie's Tale》。:15
通常，會被形容為瑪麗蘇的角色，是女性角色。她們的行為模式老套，身上沒有值得一提的缺點，其主要功能是充當作者或讀者的完美想像的化身。通常被認為這是一種蒼白膚淺的人物形像。由於“瑪麗蘇”這個標簽的來源是一篇惡搞此類人物的小說，如果一個作者筆下的人物被人定性為瑪麗蘇，這不見得是作者的本意。男性的瑪麗蘇形像，在英文語境下通常被冠以"Gary Stu"、"Larry Stu"、"Marty Stu"等稱呼，而中文語境下的同義詞是龍傲天，日文語境下的同義詞是和；至於“湯姆蘇”（Tom Sue）、“蓋瑞蘇”（Gary Sue）、“傑克蘇”（Jack Sue）的稱呼，則是華語同人界依據“瑪麗蘇”一詞創造出來的用以形容男性的詞彙，在英語國家不存在這樣的用法。
這個術語一般局限於同人原創的小說人物，並且，它在當下最常亮相的地方是在同人文圈子中，抑或是在人們談到同人小說時。角色扮演遊戲（RPG，role-playing games）或原作中的原創人物如果太過耀眼奪目或是在某些方面顯得完美得不現實，有時也會被指為“瑪麗蘇” 或 “原作蘇”（Canon Sue），《星際迷航：下一代》（Star Trek: The Next Generation）中的衛斯理·克拉希爾（Wesley Crusher）就是其中一例。

## 原词出处
“玛丽苏”这个名词出自保拉·史密斯（Paula Smith）在1973年创作并发表在愛好者藝術杂志《动物园》第二期（Menagerie #2）上的恶搞小说《星际迷航传奇》。作者将小说的主角设定为玛丽苏上尉（“舰队中最年轻的上尉——只有十五岁半”），借此讽刺了《星际迷航》同人文中那些脱离现实的、带着青少年幼稚幻想的完美角色。此类角色往往是原创的（非原著中的）青春少女，她们要么和原著中的成年男角色们发生各种爱情纠葛，要么是这些男角色的子侄辈或门徒。编辑们在1976年的《动物园》杂志中声明他们讨厌这种角色：
在玛丽苏的故事——那些最年轻最聪明的角色们的传奇历险中，主角总是年纪轻轻就毕业于高等学府，并被委以重任。这些角色通常被赋予了前所未有的技能，从文艺到动物学，从空手道到掰手腕无所不通。我们总会发现，这个角色不是正在俘虏三位男主角（寇克、史巴克和麦考伊）其中之一的眼球/心跳/灵魂，就是同时俘虏他们三个。她用自己的智慧和才干拯救了时代，就算作者让她在最后一刻死掉了——她仍会得到全船人的悲伤哀悼。
如今，“玛丽苏”这个词承载着完美理想的内涵，并且通常和自我代入（把有超能力的自己写到小说故事里去）有关。真正意义上的自我代入是角色对于作者本人的一种公开的和艺术化的代理，然而大多数被指为“玛丽苏”的角色却不是这样，尽管她们常常被称作作者的“代理人”。“玛丽苏”的负面内涵来自于其对“完美理想”的暗示：她们被认为是苍白而单薄的形象，太过完美，不够现实，无法让人产生兴趣。评论者们认为，这样一种代入性的角色，她们的存在仅仅是因为作者想要变得和她们一样“与众不同”。
这个名词通常被和一些陈腐的桥段联系起来，诸如特殊的发色和瞳色、神秘的能量、拥有奇幻的宠物、特別的出身、或者有着不同寻常的惨痛过去，这些特质是玛丽苏们的一般共性，虽然一些缺乏这些特质的角色也会被评论者打上“苏”的标签，同时一些原作中的女主角因为拥有上述特质而被定性成“苏”，但这些特质在原文语境下其实很寻常。这个名词（“玛丽苏”）被广泛地与那些格外幸运——幸运得不真实的角色联系在一起。
她们的好运包括桃花运（玛丽苏永远能得到她想要的男人）及人气（“適合”的角色总会“刚好”被她吸引）。玛丽苏们在达成目标的路上鲜有阻碍，“心想事成”是玛丽苏最为人诟病的地方，这意味着角色永不失败的特质使角色缺乏人性化色彩，也很难引起人们的兴趣或共鸣。

## 原作苏
“原作苏”指的是原作中那些本身看起来就像玛丽苏的角色，而不是同人文中被重塑过的角色。典型的原作苏是那些被指控为过度理想化的，或有着其他传统意义上让人联想起玛丽苏的人物，比如通过设定一个不必要的悲惨过去、赋予超现实的技能或魅力、以及拥有永不失败的能力来显得“与众不同”。这类例子包括《星际迷航：下一代》（Star Trek: The Next Generation）中的卫斯理·克拉希尔（Wesley Crusher）和阿曼达·罗杰斯（Amanda Rogers）。斯蒂芬妮·梅尔的《暮光之城：破晓》（Breaking Dawn），中国儿童动画《小花仙》等作品也被批评为含有玛丽苏式的人物刻画。

## 關聯條目
- 中二病
- 龙傲天